# Skepperstad

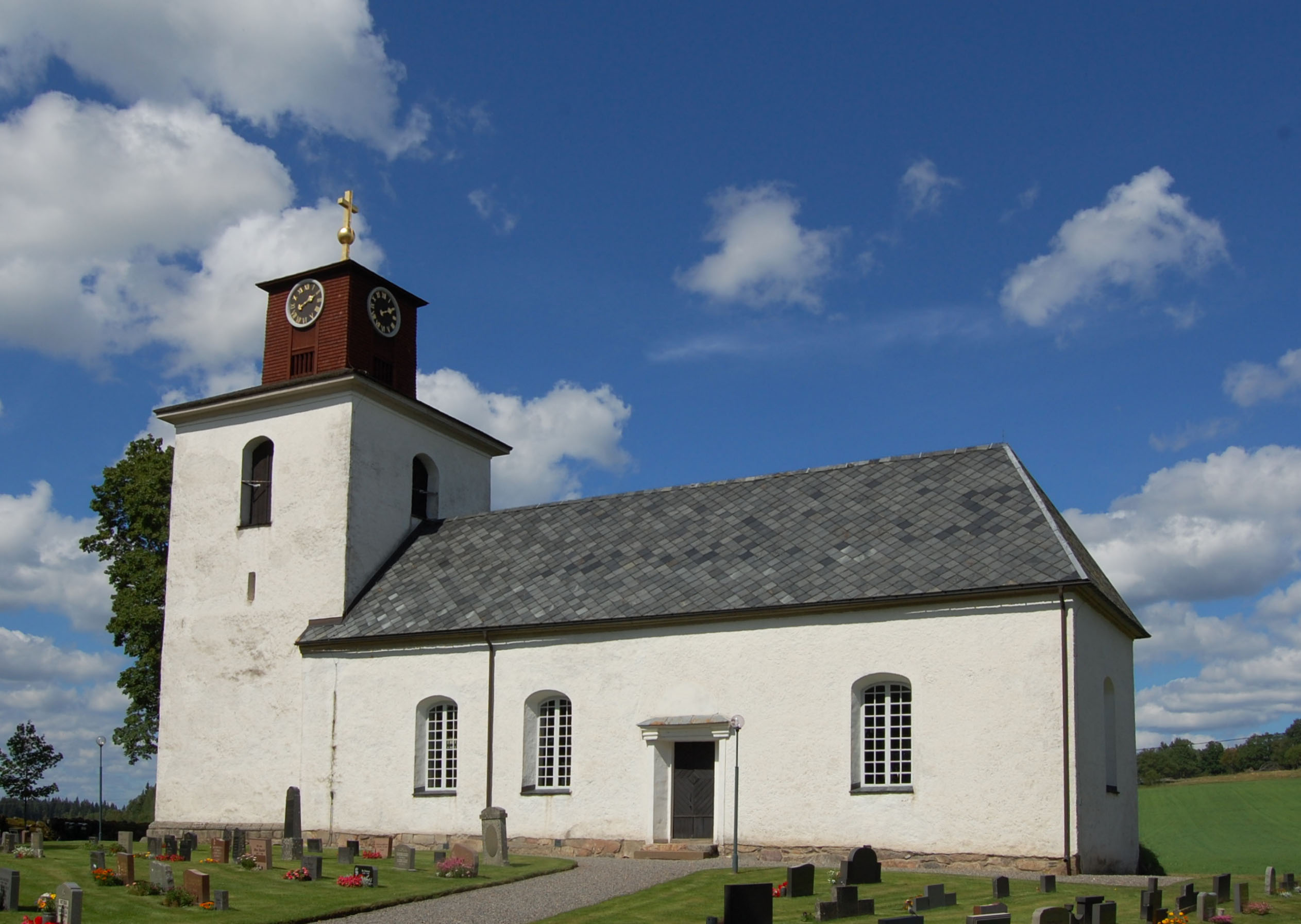
Kirche von Skepperstad

Skepperstad ist ein Dorf in der schwedischen Gemeinde Sävsjö der Provinz Jönköpings län sowie der historischen Provinz (landskap) Småland.
Das weniger als 50 Einwohner (Stand 2010) zählende Dorf liegt südöstlich von Sävsjö. Der Ort blickt auf eine lange Siedlungsgeschichte zurück. Hiervon zeugt der Terlestenen, ein Runenstein an der Friedhofsmauer des Dorfes. Die Baugeschichte der Kirche von Skepperstad reicht bis in das 12. Jahrhundert zurück.
In der Vergangenheit war Skepperstad auch Standort für eine Schule und Geschäfte, die jedoch heute nicht mehr bestehen.

## Persönlichkeiten
Der schwedische Komponist religiöser Lieder John Alfred Hultman (1861–1942) wuchs in Terlekvarn in der Nähe Skepperstads auf.
Koordinaten: 57° 21′ N, 14° 46′ O